# Agencia de Noticias Hawar

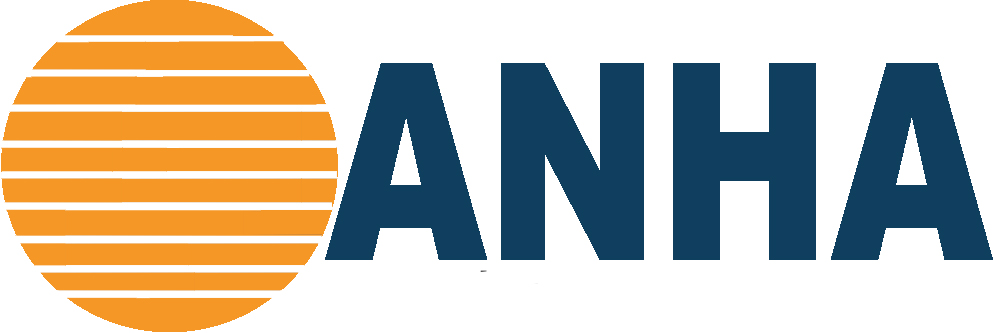
Logotipo de la agencia de noticias kurda ANHA.

La Agencia de Noticias Hawar (a veces abreviado ANHA) (en árabe: وكالة أنباء هاوار) es un servicio de noticias kurdo en línea con sede en Al-Hasaka, Siria. El sitio comenzó como un servicio de noticias exclusivamente árabe. Agencias de Noticias Hawar sirve como la agencia de noticias oficial de facto del Kurdistán sirio, y está vinculada a las Fuerzas Democráticas Sirias.

## Propiedad, identidad y fiabilidad
La propiedad de la agencia de noticias Hawar se mantiene en el anonimato. El nombre de dominio del sitio web se registró por primera vez en agosto de 2012. La página del sitio sobre quienes son solo dice simplemente "ANHA". Fuentes de la Oposición siria indican que la Agencia de Noticias Hawar está ligada con el Partido de la Unión Democrática  (PYD).

## Idiomas
El sitio web de la agencia de noticias Hawar está en los idiomas kurdo, turco, árabe, ruso, inglés y español.

## Bloqueo en Turquía
El regulador de telecomunicaciones de Turquía bloqueó el acceso a varias agencias de noticias en julio de 2015. En lo que fue descrito como una acción de lucha contra el terrorismo, otros sitios de noticias basados dentro y fuera de Turquía que fueron prohibidos, al mismo tiempo que las páginas web de la Agencia de Noticias Hawar incluido Rudaw, la agencia de noticias Dicle, y Özgür Gündem.